# یوان لنگپینگ

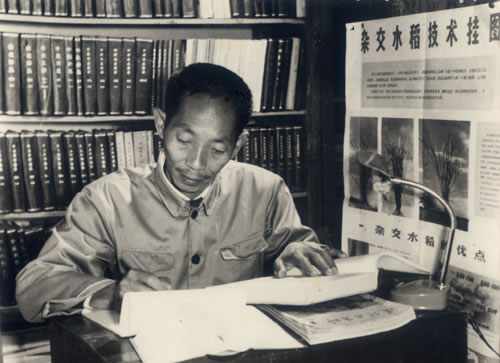
یوان لنگ پینگ - ۱۹۶۲

یوان لنگ پینگ (به انگلیسی: yuan longping)(به چینی: 袁隆平) (زادهٔ ۷ سپتامبر ۱۹۳۰ – درگذشتهٔ ۲۲ مهٔ ۲۰۲۱) دانشمند علوم زراعتی چینی است که به واسطه توسعه اولین نمونه‌های برنج‌های اصلاح شده در سال ۱۹۷۰ شناخته شده‌است. او را پدر علم اصلاح بذر برنج می‌نامند. دستاوردهای وی بر بسیاری از کشورهای جهان تأثیرگذار بوده‌است و باعث شده‌است که بتوان تولید این ماده غذایی که تغدیه بیش از ۵۰ درصد جهان از آن صورت می‌گیرد را به نحوه مؤثرتر و پربازده تری انجام داد. بازدهی گونه‌های اصلاح شده برنج ۱۵ الی ۲۰ درصد بیشتر از گونه‌های معمولی است و امروزه در بسیاری از کشورها بخشی از برنج تولیدی از گونه‌های اصلاح شده تأمین می‌گردد. به آقای یوان به واسطه خدماتش چند نشان معتبر ملی و جهانی را در بخش علوم و تغذیه اهدا شده‌است. وی هم‌اکنون مدیر مرکز تحقیق و توسعه اصلاح برنج ملی چین است.
در 22 مه 2021 ، در سن 91 سالگی در استان هونان ، چین درگذشت.